# Wood Brothers Racing

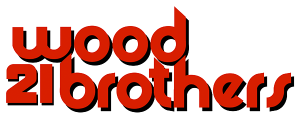
Logo de Wood Brothers Racing

Wood Brothers Racing es un equipo de automovilismo estadounidense formado en el año 1950 por Glen Wood y Leonard Wood. Actualmente compite en la Copa NASCAR y desde 2022 con el piloto Harrison Burton. A Agosto del 2024, ha logrado 100 victorias y 353 top 5 en 1700 carreras disputadas, y aparte es el equipo en actividad más antiguo de NASCAR. De los 99 triunfos, se destacan nueve en las 400 Millas de Daytona, cinco en las 500 Millas de Daytona, cuatro en las 600 Millas de Charlotte, y cuatro en las 500 Millas Sureñas de Darlington.

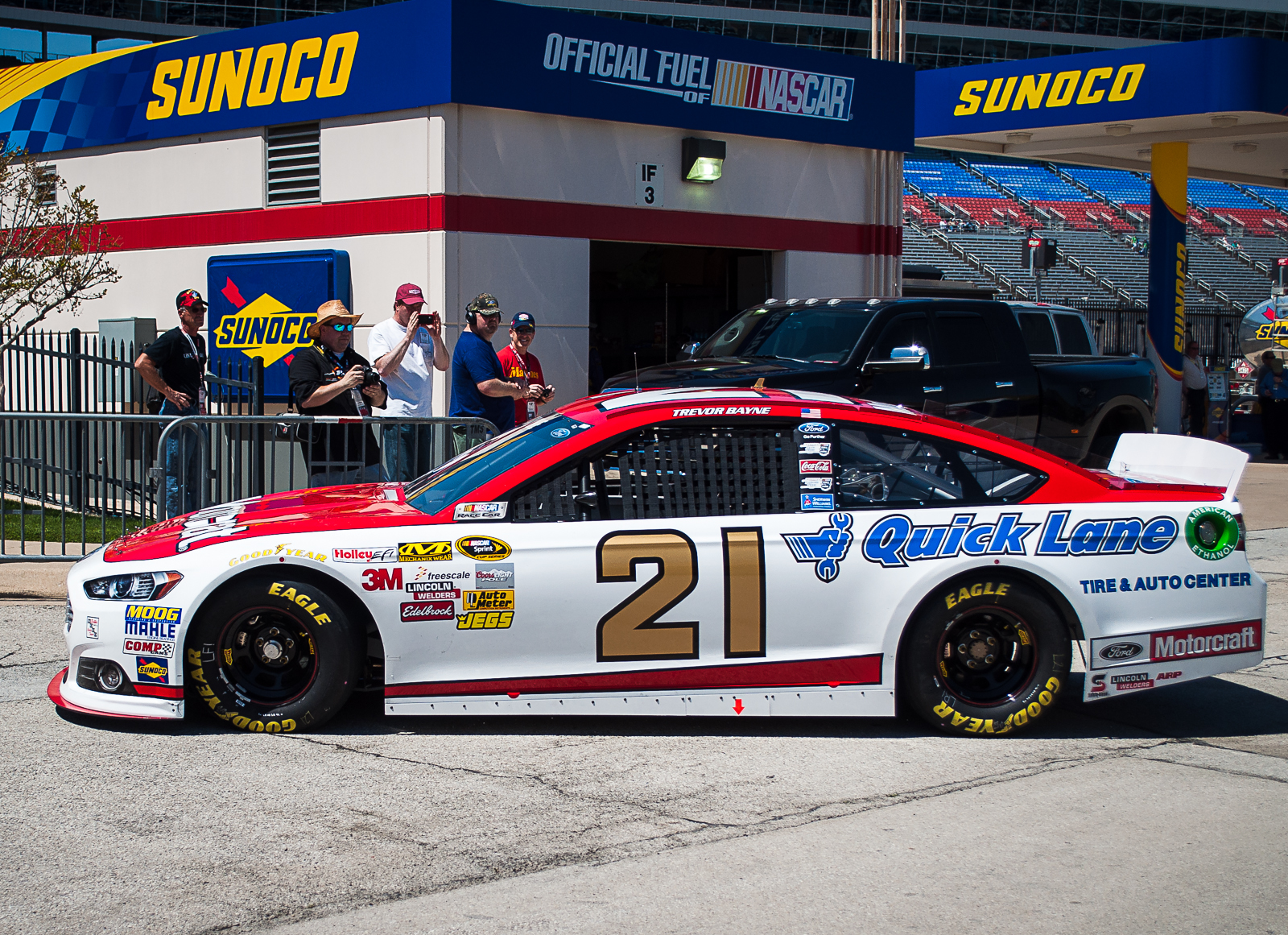
Ford número 21 de Wood Brothers pilotado por Trevor Bayne en 2013.

Durante la mayor parte de su trayectoria en la Copa NASCAR corrió  el auto número 21 y con autos Ford, aunque también compitió con las marcas Lincoln y Mercury.
Wood Brothers Racing ha tenido a lo largo de su historia pilotos destacados de la Copa NASCAR tales como Buddy Baker,  Marvin Panch, David Pearson, Ricky Rudd, y Cale Yarborough.
Durante la década de 1960 el equipo se destacó en la Copa NASCAR en realizar paradas en boxes rápidas y eficientes para la época, a tal punto que fueron el primer equipo de la categoría en cambiar los cuatro neumáticos en una parada en boxes en 25 segundos. A medida que el Wood Brothers Racing ganó notoriedad en toda las carreras de NASCAR por su trabajo en los pits, otros pilotos en diferentes disciplinas del automovilismo tomaron nota de esto. Pronto, la parada en boxes eficientes hacía furor en otras competencias de automovilismo.

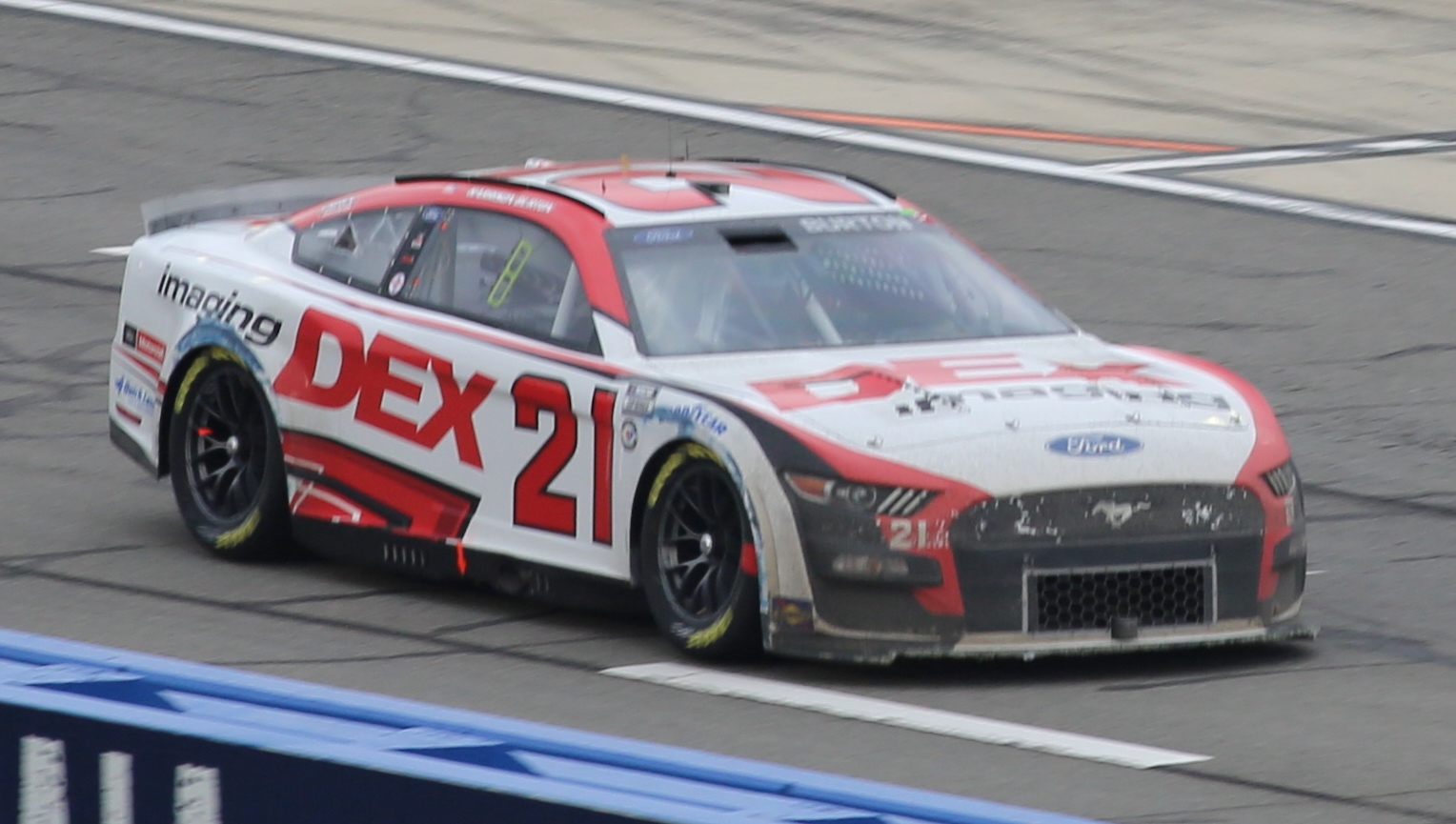
Ford número 21 de Wood Brothers pilotado por Harrison Burton en 2023.

En 1965, Colin Chapman contrató al equipo Wood Brothers para dar servicio a su Lotus, conducido por el piloto escocés Jim Clark, durante las paradas en boxes en las 500 Millas de Indianápolis. Esta fue la primera vez que un equipo de NASCAR preste su servicio para un equipo de Indy. Clark conseguiría la victoria en la carrera.